# Morteza Pouraliganji
Morteza Pouraliganji (Persa: مرتضی پورعلی‌گنجی; Babol, 19 de abril de 1992) es un futbolista profesional iraní que juega para el Persépolis F. C. de la Iran Pro League. Representó a Irán en la Copa Asiática 2015.

## Trayectoria

### Naft Tehran
Pouraliganji empezó su carrera profesional con el Naft Tehran Football Club en 2010. Anotó su primer gol como profesional en 2011 en una victoria 4-1 contra Paykan F.C..

### Tianjin Teda
Se unió al club chino de la Superliga de China Tianjin Teda el 25 de febrero de 2015 con un contrato de un año. Hizo su primera aparición para el club el 8 de abril de 2015 en un partido contra el Henan Jianye FC. El 4 de junio de 2015 Morteza anotó su primer gol para Tianjin en un empate 2-2 contra el Guangzhou Evergrande Taobao. Morteza dejó el club al final de la temporada después de que decidió no renovar su contrato.

### Al Sadd

#### 2015–16
El 8 de enero de 2016 Pouraliganji rechazó varias ofertas de equipos europeos y chinos y aceptó una oferta del club Al-Sadd Sports Club de la Liga de fútbol de Catar. Declaró que jugar con Xavi Hernández fue una de las razones principales por las que aceptó esta oferta. Firmó un contrato de cuatro meses el 20 de enero de 2016 hasta el final de la temporada. Anotó su primer gol para su nuevo club en febrero de 2016 en una victoria por 3-1 contra el Al-Arabi SC.

## Estadísticas

### Clubes
- Actualizado el 27 de julio de 2021.[1]

| Naft Tehran F. C. Irán | 1.ª           | 2010-11       | 12  | 2  | - | - | - | - | 12  | 2  | 0,17 |
| Naft Tehran F. C. Irán | 1.ª           | 2011-12       | 16  | 0  | - | - | - | - | 16  | 0  | 0    |
| Naft Tehran F. C. Irán | 1.ª           | 2012-13       | 11  | 0  | - | - | - | - | 11  | 0  | 0    |
| Naft Tehran F. C. Irán | 1.ª           | 2013-14       | 20  | 0  | - | - | - | - | 20  | 0  | 0    |
| Naft Tehran F. C. Irán | 1.ª           | 2014-15       | 13  | 0  | - | - | 1 | 0 | 14  | 0  | 0    |
| Naft Tehran F. C. Irán | Total club    | Total club    | 72  | 2  | - | - | 1 | 0 | 73  | 2  | 0,03 |
| Tianjin Teda China | 1.ª           | 2015          | 26  | 2  | - | - | - | - | 26  | 2  | 0,08 |
| Tianjin Teda China | Total club    | Total club    | 26  | 2  | - | - | - | - | 26  | 2  | 0,08 |
| Al-Sadd S. C. Catar | 1.ª           | 2015-16       | 8   | 2  | - | - | 1 | 0 | 9   | 2  | 0,22 |
| Al-Sadd S. C. Catar | 1.ª           | 2016-17       | 23  | 4  | - | - | 1 | 0 | 24  | 4  | 0,17 |
| Al-Sadd S. C. Catar | 1.ª           | 2017-18       | 18  | 3  | - | - | 6 | 0 | 24  | 3  | 0,13 |
| Al-Sadd S. C. Catar | Total club    | Total club    | 49  | 9  | - | - | 8 | 0 | 57  | 9  | 0,16 |
| K. A. S. Eupen · Bélgica | 1.ª           | 2018-19       | 6   | 2  | 1 | 0 | - | - | 7   | 2  | 0,29 |
| K. A. S. Eupen · Bélgica | Total club    | Total club    | 6   | 2  | 1 | 0 | - | - | 7   | 2  | 0,29 |
| Al-Arabi S. C. Catar | 1.ª           | 2018-19       | 7   | 1  | - | - | - | - | 7   | 1  | 0,14 |
| Al-Arabi S. C. Catar | 1.ª           | 2019-20       | 15  | 1  | 4 | 0 | - | - | 19  | 1  | 0,05 |
| Al-Arabi S. C. Catar | Total club    | Total club    | 22  | 2  | 4 | 0 | - | - | 26  | 2  | 0,08 |
| Shenzhen F. C. China | 1.ª           | 2020          | 6   | 1  | - | - | - | - | 6   | 1  | 0,17 |
| Shenzhen F. C. China | 1.ª           | 2021          | 7   | 0  | - | - | - | - | 7   | 0  | 0    |
| Shenzhen F. C. China | Total club    | Total club    | 13  | 1  | - | - | - | - | 13  | 1  | 0,08 |
| Total carrera | Total carrera | Total carrera | 188 | 18 | 5 | 0 | 9 | 0 | 202 | 18 | 0,09 |
| (1) El jugador no ha disputado ninguna copa nacional. (2) Incluye datos de Liga de Campeones de la AFC (2015-2016). (3) No incluye goles en partidos amistosos. |               |               |     |    |   |   |   |   |     |    |      |

### Selecciones

#### Participaciones en fases finales
| Competición                           | Categoría | Sede                             | Resultado        | Partidos | Goles |
| ------------------------------------- | --------- | -------------------------------- | ---------------- | -------- | ----- |
| Mundial de Fútbol Sub-17 de 2009      | Irán      | Nigeria                          | Octavos de final | 2        | 0     |
| Juegos Asiáticos de 2014              | Irán      | Corea del Sur                    | Primera ronda    | 2        | 1     |
| Copa Asiática 2015                    | Irán      | Australia                        | Cuartos de final | 4        | 1     |
| Clasificación para el Mundial de 2018 | Irán      | Confederación Asiática de Fútbol | Clasificado      | 13       | 1     |
| Mundial de Fútbol de 2018             | Irán      | Rusia                            | Fase de grupos   | 3        | 0     |
| Copa Asiática 2019                    | Irán      | Emiratos Árabes Unidos           | Semifinales      | 5        | 0     |
| Mundial de Fútbol de 2022             | Irán      | Catar                            | Fase de grupos   | 3        | 0     |
| Total                                 | –         | –                                | –                | 32       | 3     |

- Nota: Se incluirá en la tabla tercer o cuarto puesto solo si se jugó el partido por el tercer lugar.

## Selección nacional

### Sub-17
Debutó con Irán sub-17 el 31 de octubre de 2009 en la Copa Mundial de Fútbol Sub-17 de 2009 en una victoria 0-1 contra Países Bajos, jugó el partido completo, también jugó 99 minutos contra Uruguay.

### Sub-23
Debutó con Irán sub-23 el 15 de septiembre de 2014 en los Juegos Asiáticos de 2014 en la derrota con goleada 1-4 contra Vietnam, jugó el partido completo, también jugó el partido completo contra Kirguistán.

### Absoluta
Después de su actuación en los Juegos Asiáticos en octubre de 2014, Carlos Queiroz llamó a Pouraliganji para un entrenamiento en Portugal. Jugó partidos amistosos contra el Grupo Desportivo Estoril Praia y el Sport Lisboa e Benfica y más tarde fue convocado para un partido amistoso contra Corea del Sur el 18 de noviembre de 2014. Fue convocado al equipo de la Copa Asiática 2015 el 30 de diciembre de 2014, debutando en un partido amistoso contra Irak el 4 de enero de 2015, que Irán ganó 1-0. Más tarde, el 31 de enero, jugó hasta el minuto 46 en un partido amistoso contra Suecia, una derrota 3-1, en condición de visitante, el 13 de octubre jugó otro amistoso contra Japón en un empate 1-1 en condición de local, entrando al minuto 63 sustituyendo a Saeid Ezatolahi.
Pouraliganji fue seleccionado para comenzar en el partido inaugural de Irán en la Copa Asiática 2015, una victoria por 2-0 sobre Baréin. Su buen desempeño en el segundo partido de Irán contra Catar le valió un puesto en el Mejor 11 de la Ronda 2 de la AFC. En el partido de cuartos de final contra Irak, Pouraliganji anotó su primer gol para Irán, empataron 3-3 en el Estadio Canberra y finalmente fueron derrotados por 7-6 en la tanda de penaltis.

#### Goles con la selección
Las puntuaciones y los resultados muestran los goles de Irán primero.
| #  | Fecha                   | Lugar                                 | Oponente     | Puntuación | Resultado | Competición         |
| -- | ----------------------- | ------------------------------------- | ------------ | ---------- | --------- | ------------------- |
| 1. | 23 de enero de 2015     | Estadio Canberra, Canberra, Australia | Irak         | 2–2        | 3–3       | Copa Asiática 2015  |
| 2. | 12 de noviembre de 2015 | Estadio Azadi, Teherán, Irán          | Turkmenistán | 1–0        | 3–1       | CCM 2018 y CCA 2019 |